# 趙翔鴻
趙翔鴻，字沖之，號成喬，陕西西安府韓城縣人，明末政治人物。
元通侯牵奴後裔，中天启四年甲子科舉人，崇禎四年（1631年）辛未科進士，五年授武陟知县，十一年解组降淮安府检校。寄居庙中，止饮淮水。十二年升太平府司李，丁内艰，补保定府，调順德府，皆以不杀人、媚人去。明清鼎革后，屡徵不起。平生真心实行，终始一节。疾笃，自为志铭称处士云 。

## 引用
1. ↑  《崇祯四年辛未科进士三代履历》：赵翔鸿，成喬，書二房，乙巳九月初三日生。韩城人，甲子四十九，會二百四十五，三甲二百五十九名。吏部政，壬申授武陟知县，戊寅降淮安府簡較，己卯升南太平府推官。曾祖锈霄。祖天喜。父国楠，贡士。
2. ↑  《韓城縣志》
3. ↑  《同州府續志》：赵翔鸿字冲之，天启辛未进士，宰武陟，以忤璫降淮安檢校，寻陛司李，以直去。鼎革后，屡徵不起，率以疾谢，疾笃自为诸铭，称处士云。